# District de Gualaca
Le district de Gualaca est l'une des divisions qui composent la province de Chiriqui, au Panama.

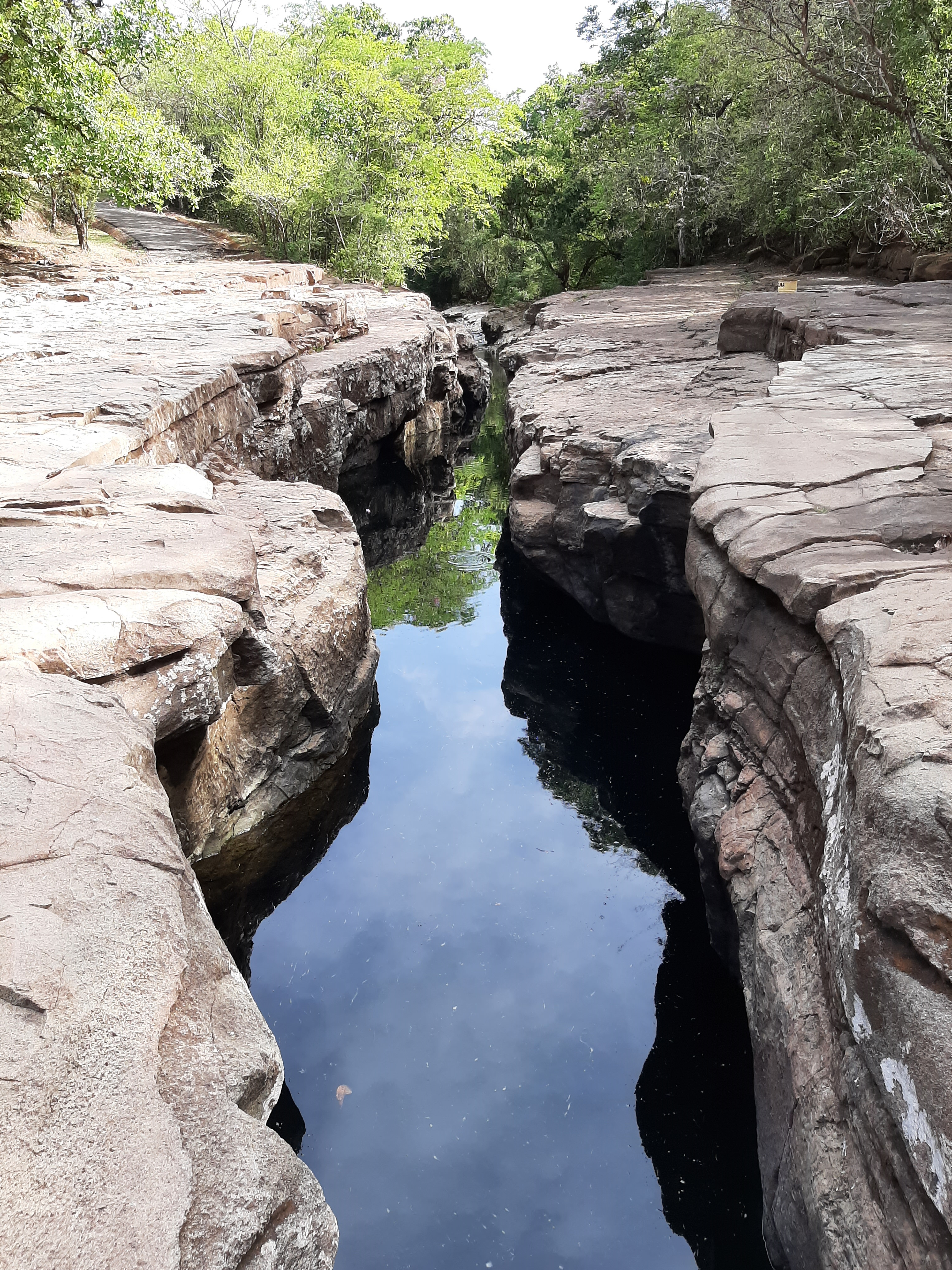

## Crédit d'auteurs
- (es) Cet article est partiellement ou en totalité issu de l’article de Wikipédia en espagnol intitulé « Distrito de Gualaca » (voir la liste des auteurs).